# Zlatan Stipišić Gibonni
Zlatan Stipišić (Split, 1968. augusztus 13. –) horvát énekes, szövegíró, dalszerző.

## Pályafutása
Apja, Ljubo ismert zeneszerző és költő volt. Zlatan ebbe a zenei hagyományokkal rendelkező családban született.
Az 1980-as években indult pályafutása az Osmi putnik nevű heavy metal zenekarban, akkor még a "Gibo" művésznevet használva
. A zenekar feloszlása után Stipišić csatlakozott a Divlje jagode-hez, és velük felvett néhány demókazettát. A Jagode szólógitárosa adta Stipišićnek a Gibonni becenevet.
Zlatan Stipišić az 1990-es években kezdte szólókarrierjét rock-, modern pop és dalmát népdalok elemeit ötvöző dalaival. Hamarosan hatalmas követőtábora jött létre, különösen a horvát fiatalok körében. Népszerűsége aztán Horvátországon is túl nőtt, és az egyik legnépszerűbb zenésszé vált Jugoszlávia szerte.
Oliver Dragojević számára megírta a Cesarica című dalt, amely Oliver egyik híressé vált slágere, az egyik legnépszerűbb és legismertebb dal lett Horvátországban. Zlatan Stipišić 2006 májusában adta ki régóta várt és kritikailag jól értékelt Unca fiber című albumát, a díjnyertes Mirakul albumát is; ötévnyi szünet után. 2010-ben kiadta a Toleranca című lemezt, 2013-ban pedig a 20th Century Man című albumot (amelyen teljes egészében angolul énekelnek). Ezt az albumot részben adománygyűjtésként használták fel az SOS Gyermekfalvak számára.
2016-ban jelent meg a Familija című album, amely Oliver Dragojevićtyal együttműködésben készült. Nem sokkal ezután kiadta Best of Collection című albumot is.
2003-ban Stipišićet az  UNICEF jószolgálati nagykövetévé nevezték ki. Számos humanitárius koncerten és szervezetben vesz részt az éhezés és a szegénység elleni küzdelemben.

## Albumok
- 1991: Sa mnom ili bez mene
- 1993: Noina arka
- 1994: Kruna od perja
- 1995: Koncert (live album)
- 1997: Ruža vjetrova
- 1999: Judi, zviri i beštimje
- 1999: 24 karata / 18 Velikih
- 2000: HTisdn Millennium Koncert (DVD, live album)
- 2001: Mirakul
- 2003: Svi moji punti kad se zbroje
- 2004: ZG Mirakul live (DVD, live album)
- 2006: Unca fibre
- 2006: The platinum collection
- 2007: Acoustic: Electric (live album)
- 2008: Acoustic: Electric special Christmas limited edition
- 2010: Toleranca
- 2013: 20th Century Man
- 2016: Familija
- 2016: Best of Collection

## Fordítás
Ez a szócikk részben vagy egészben  a   Zlatan Stipišić Gibonni című angol Wikipédia-szócikk ezen változatának fordításán alapul.  Az eredeti cikk szerkesztőit annak laptörténete sorolja fel. Ez a jelzés csupán a megfogalmazás eredetét és a szerzői jogokat jelzi, nem szolgál a cikkben szereplő információk forrásmegjelöléseként.